# CaritasKlinikum Saarbrücken
Das CaritasKlinikum Saarbrücken ist ein Verbundkrankenhaus in Trägerschaft der Caritas Trägergesellschaft Saarbrücken mbH (cts), das am 1. Juli 2011 aus dem Zusammenschluss der cts-eigenen Caritasklinik St. Theresia (Saarbrücken-Rastpfuhl) und des Krankenhauses St. Josef (Saarbrücken-Dudweiler) – zuvor in Trägerschaft der Schwestern vom  Heiligen Geist gGmbH – hervorgegangen ist.

An seinen beiden Standorten verfügt das CaritasKlinikum Saarbrücken insgesamt über 621 Betten und behandelt in seinen 29 Fachkliniken und zehn (davon sechs zertifizierte) Kompetenzzentren bzw. Medizinischen Sonderbereichen über 30.000 stationäre sowie über 80.000 ambulantePatienten (Stand 2017). Das CaritasKlinikum Saarbrücken ist als Akademisches Lehrkrankenhaus der Universität des Saarlandes anerkannt und engagiert sich mit dem cts Caritas SchulZentrum auch in der Aus- und Weiterbildung von Pflege- und Fachpflegekräften, Hebammen und Logopäden.

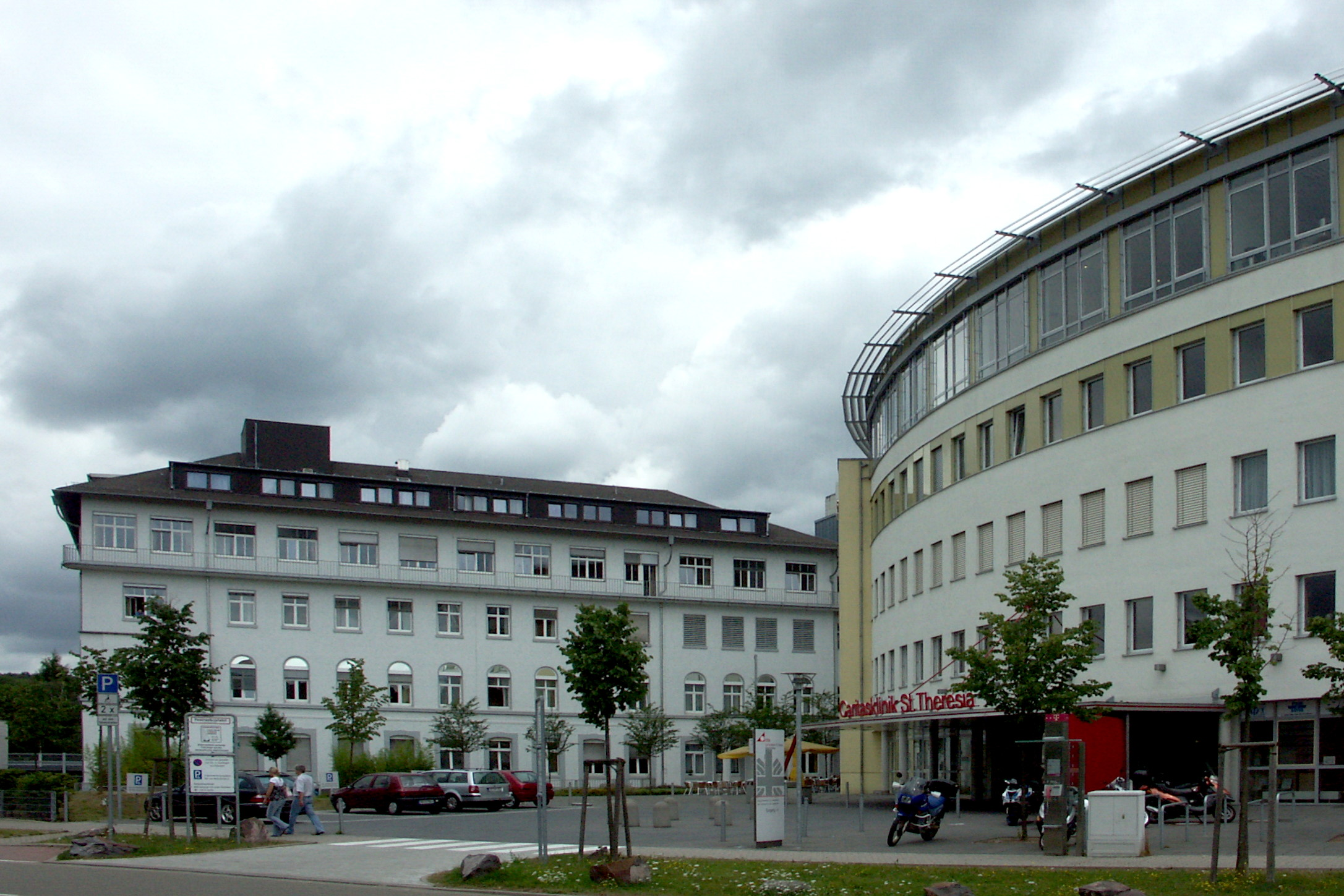
CaritasKlinikum Saarbrücken St. Theresia (Saarbrücken-Rastpfuhl)

## Geschichte

### Standort Rastpfuhl
Im Jahr 1901 als „Krankenhaus Rastpfuhl“ erbaut, ist das CaritasKlinikum Saarbrücken – St. Theresia eines der ältesten Krankenhäuser der saarländischen Landeshauptstadt und eine der ganz wenigen saarländischen Kliniken, die noch an ihrem ursprünglichen Standort existieren. Aus dem Krankenhaus, das ursprünglich nur aus einem Gebäude bestand, wurde Schritt für Schritt ein moderner Gebäudekomplex, dessen heutiges Erscheinungsbild vor allem durch die Erweiterungs- und Neubauten der 1970er und 1990er Jahre  geprägt ist.
Name und Trägerschaft des Klinikums wechselten im Laufe seiner Geschichte mehrfach. Gründer des „Krankenhauses Rastpfuhl“ war der Verband der Krankenkassen von Malstatt-Burbach, 1914 übernahm die „Allgemeine Ortskrankenkasse für die Stadt Saarbrücken“ die Trägerschaft. Während des Zweiten Weltkriegs – im Jahr 1939 –  wurde das Krankenhaus evakuiert und in die Räume des St. Wendeler Gymnasiums verlegt. Das Gebäude auf dem Rastpfuhl diente während des Krieges überwiegend als Reserve-Lazarett der Wehrmacht und wurde im Oktober 1944 durch Bomben schwer beschädigt.
Am 1. Juli 1947 übernahm die Landesversicherungsanstalt für das Saarland (LVA) die Trägerschaft für die Klinik und begann mit dem Wiederaufbau. Am 17. Februar 1965 unterzeichnete der Caritasverband für Saarbrücken und Umgebung e.V. den Übernahmevertrag für das Rastpfuhl-Krankenhaus und trieb den Ausbau der Klinik weiter voran: 1968 wurde eine Hals-Nasen-Ohren-Klinik eingerichtet und eine Krankenpflegeschule zur Ausbildung von Nachwuchskräften eröffnet. Im Sommer 1969 nahm ein neu geschaffenes Pathologisches Institut seine Arbeit auf, ab April 1970 stand ein Wohnheim für rund 80 Schwesternschülerinnen zur Verfügung. 1971 folgte die Einweihung eines 25 Millionen D-Mark teuren Krankenhausneubaus, in dem nun 350 Betten und zeitgemäße medizinische Geräte zur Verfügung standen. Zeitgleich mit der Einweihung des Neubaus bekam das Krankenhaus am 8. Dezember 1971 einen neuen Namen, aus dem „Rastpfuhl-Krankenhaus“ wurde die „Caritasklinik St. Theresia“, benannt nach der Heiligen Theresia von Lisieux.
Zum 1. Januar 1993 ging die Trägerschaft für die Caritasklinik St. Theresia und weitere Einrichtungen, die bis dahin vom Caritasverband geführt worden waren, an die  Caritas Trägergesellschaft Saarbrücken mbH (cts) über. Unter ihrer Ägide wurden zahlreiche neue Hauptfachabteilungen gegründet wie die Onkologische Tagesklinik (1997), die Schmerzklinik (1998), die Radioonkologische Klinik (1999), die Klinik für Palliativmedizin (2002), die Neurologische Klinik (2003) und die Klinik für Gefäßchirurgie (2006). 2002 erhielt die Klinik ihren ersten Kernspintomographen, 2008 wurde ein Computertomograph in Betrieb genommen. Die Eröffnung der Stroke Unit (2004), einer speziellen Intensivstation für die Akutbehandlung des Schlaganfalls, und des Medizinischen Versorgungszentrums (2007) stellen weitere wichtige Wegmarken in der Klinikgeschichte dar. Zum 1. Juli 2011 wurden die Caritasklinik St. Theresia und das Krankenhaus St. Josef in Saarbrücken-Dudweiler zu einem Verbundkrankenhaus „CaritasKlinikum Saarbrücken“ zusammengeführt.

### Standort Dudweiler
In der Mitte des 19. Jahrhunderts wuchs Dudweiler aufgrund der beginnenden Blüte des Bergbaus rasch an. Zwischen 1840 und 1910 verzehnfachte sich die Bevölkerung der damals eigenständigen Gemeinde. Es entstand eine große Wohnungsnot und die geringen Löhne führten zu vielen sozialen Problemen. Auf Bitten des damaligen Dudweiler Pastors Oesterling gründeten die Ordensgemeinschaft der Schwestern vom Heiligen Geist aus Koblenz in Dudweiler am 18. Dezember 1866 eine Ordensfiliale und versorgten die Einwohner in den ersten Jahren ambulant. Aufgrund der vielfach beengten Wohnverhältnisse vieler Menschen wurde der Wunsch nach stationären Behandlungen allerdings schnell geweckt. Im Jahr 1898 erfolgte die Grundsteinlegung und am 19. November 1899 die feierliche Einweihung des Krankenhauses. Damals standen 30 Männer- und 15 Frauenbetten in einer einzigen Abteilung für Innere Medizin zur Verfügung.
In den folgenden Jahrzehnten wuchs auch das Krankenhaus und bekam weitere Abteilungen hinzu, darunter eine Orthopädie, eine Chirurgie und eine Gynäkologie. Mitte der 2000er Jahre wurde das Haus für 14 Mio. Euro umfassend saniert. die Bauarbeiten wurden im Mai 2010 abgeschlossen. Das Haupthaus und Erweiterungsbau wurden saniert, ein Parkhaus und ein Altersheim gebaut. Zum 1. Juli 2011 wurden die Caritasklinik St. Theresia und das Krankenhaus St. Josef in Saarbrücken-Dudweiler zu einem Verbundkrankenhaus „CaritasKlinikum Saarbrücken“ zusammengeführt und in der Folge eine Neustrukturierung vorangetrieben. Dabei musste das Klinikum in Dudweiler die gynäkologische Geburtshilfe abgeben und erhielt eine Klinik für psychosomatische Medizin und Psychotherapie. Die Trägerschaft ging von der cts-Schwestern v. Hl. Geist gGmbH an die Caritas Trägergesellschaft Saarbrücken mbH über.

## Leistungsprofil

### Kliniken – Fachabteilungen
Am Standort St. Theresia bestehen Kliniken für Allgemein-, Visceral- , Thorax- und Tumorchirurgie, Unfallchirurgie, Orthopädische Chirurgie, Gefäß- und Endovascularchirurgie, Frauenheilkunde, Geburtshilfe mit Neonatologie, Hals-, Nasen- und Ohrenheilkunde, Kopf- und Halschirurgie, Gastroenterologie, Kardiologie, Angiologie, Pneumologie, Geriatrie, Hämatologie und Onkologie, Palliativmedizin, Neurologie, Urologie, Radioonkologie / Strahlentherapie, Anästhesiologie, Intensivmedizin sowie das Institut für Diagnostische und Interventionelle Radiologie.
Am Standort St. Josef Dudweiler finden sich Kliniken für Allgemeinchirurgie, Proktologie, Intensiv- und Notfallmedizin, Anästhesiologie, Innere Medizin Neurochirurgie, Orthopädie (operativ, konservativ), Psychosomatik sowie ein Institut für Diagnostische und Interventionelle Radiologie und die Schmerzklinik.

### Zentren, Institute, Medizinische Sonderbereiche
Hierzu zählen das nach DKG (Deutsche Krebsgesellschaft) zertifizierte Brustzentrum Saar Mitte, das nach DKG zertifizierte Onkologische Zentrum, das nach DKG zertifizierte Darmkrebszentrum, das nach DKG zertifizierte Kopf-Hals-Tumorzentrum, ein gynäkologisches Krebszentrum, ein Krebszentrum für Pankreas, das Gefäßzentrum Saar, eine zertifizierte Stroke Unit, das Schilddrüsenzentrum Saar, das Orthopädische Zentrum, die Geburtshilfe- und Elternschule, ein Medizinisches Versorgungszentrum (MVZ), eine Krankenhausapotheke, das Institut für Logopädie mit multilingualer Sprachtherapie, das Institut für Pathologie Saarbrücken-Rastpfuhl, ein Beckenbodenzentrum, ein regionales zertifiziertes Traumazentrum, und das Nieren- und Dialysezentrum.

## Aus- und Weiterbildung
Zum CaritasKlinikum gehört mit dem Schulzentrum St. Hildegard auch eine Verbundschule für Gesundheits- und Pflegeberufe. Sie ist nach DIN EN ISO 9001 zertifiziert und führt das Qualitätssiegel des Deutschen Bundesverbandes für Logopädie (dbl). Das Schulzentrum St. Hildegard bietet Ausbildungsplätze in der Gesundheits- und Krankenpflege sowie Krankenpflegehilfe an und verfügt darüber hinaus über eine Schule für Logopädie und einen  Fort- und Weiterbildungsbereich. Seit 2010 bietet das Schulzentrum in Kooperation mit der Katholischen Fachhochschule Mainz einen dualen Studiengang „Gesundheit und Pflege“ an.